# Erik Koch Michelsen
Erik Koch Michelsen (født 21. marts 1923 på Frederiksberg, død 3. marts 1945 i København) var en dansk officerselev og modstandsmand.
Hans forældre var underdirektør Joen Marius Michelsen (1892-1950) fra Thorshavn, Færøerne og Juliane Marie Michelsen, født Koch (1998-1932) fra Hjørring. I 1941 blev Michelsen student fra Frederiksberg Gymnasium. Michelsen var søkadet i Søværnet og som sådan blev han interneret den 29. august 1943 på Holmen efter Operation Safari. På Holmen smuglede han våben ud og søgte at ødelægge materiale på stedet, så det ikke skulle falde i fjendens hænder. Umiddelbart efter sin internering indtrådte han i 2. generation (Johns gruppe) af modstandsgruppen Holger Danske, der var etableret i foråret 1943. Hans dæknavn var Mix (også Mic, Mik). Som medlem af Holger Danske medvirkede Michelsen bl.a. til sabotage og stikkerlikvideringer.
I 1944 lod han sig desuden den 24. februar optage i Den Danske Brigade. 22. september samme år overgik han til Den Danske Flotille, der var brigadens sømilitære gren. 
Omkring 18. januar 1945 tog han tilbage til Danmark, men blev arresteret af Gestapo den 27. februar 1945 og sat i Vestre Fængsel. Han blev dømt til døden ved den tyske krigsret, og på vej til sin henrettelse i Ryvangen den 3. marts 1945 blev han ved Vesterbros Torv i København skudt af tyskerne under flugtforsøg.
Han er begravet i Mindelunden i Ryvangen. En mindetavle er opsat på ejendommen Vesterbro Torv 55A samt på Lindevangskolen på Frederiksberg, hvor han gik i skole som barn.